# Schizostomyia atra
Schizostomyia atra är en tvåvingeart som beskrevs av Malloch 1934. Schizostomyia atra ingår i släktet Schizostomyia och familjen rotflugor. Inga underarter finns listade i Catalogue of Life.